# Кимзе (Розенхајм)
Кимзе (њем. Chiemsee) општина је у њемачкој савезној држави Баварска. Једно је од 46 општинских средишта округа Розенхајм. Према процјени из 2010. у општини је живјело 318 становника. Посједује регионалну шифру (AGS) 9187123.

## Географски и демографски подаци
Кимзе се налази у савезној држави Баварска у округу Розенхајм. Општина се налази на надморској висини од 523 метра. Површина општине износи 2,6 km². У самом мјесту је, према процјени из 2010. године, живјело 318 становника. Просјечна густина становништва износи 124 становника/km².